# Kortsvansgrodd
Kortsvansgrodd (Fritillaria venusta) är en ryggsträngsdjursart som beskrevs av Lohman 1896. Kortsvansgrodd ingår i släktet Fritillaria och familjen bägargroddar. Det är osäkert om arten förekommer i Sverige. Inga underarter finns listade i Catalogue of Life.